# Dringo (Wonotunggal)
Dringo is een bestuurslaag in het regentschap Batang van de provincie Midden-Java, Indonesië. Dringo telt 1775 inwoners (volkstelling 2010).